# A Fazenda 11
A Fazenda 11 foi a décima primeira temporada do reality show brasileiro A Fazenda, exibida pela RecordTV de 17 de setembro a 12 de dezembro de 2019. A temporada contou com a apresentação de Marcos Mion, direção geral de Fernando Viudez e direção de núcleo de Rodrigo Carelli. Contou com 17 participantes, confinados na sede, localizada em Itapecerica da Serra.
O vencedor da temporada foi o modelo Lucas Viana, que enfrentou a influenciadora digital Hari Almeida e o publicitário Diego Grossi na final do programa. Lucas recebeu 1,5 milhão de reais e Hari foi premiada com um carro zero quilômetro por seu segundo lugar.

## Exibição
O programa foi exibido diariamente pela RecordTV. A transmissão também foi realizada em pay-per-view (PPV) 24 horas por dia, através do serviço de streaming para assinantes do PlayPlus.
A reta final da temporada iniciou após a eliminação de Thayse Teixeira, em 28 de novembro de 2019, e perdurou por 14 dias, abarcando as últimas 3 eliminações até a Grande Final em 12 de dezembro de 2019.

## Formato
A décima primeira edição traz dezessete participantes. A mecânica do programa é a mesma da temporada anterior, mostrando o dia a dia dos peões com as dinâmicas listadas abaixo:
- Segunda-feira: Votação para a Roça.
- Terça-feira: Prova do Fazendeiro.
- Quarta-feira: Compacto da convivência.
- Quinta-feira: Eliminação.
- Sexta-feira: Prova de Fogo.
- Sábado: Tudo que aconteceu na festa de sexta-feira.
- Domingo: Compacto da convivência.

Na estreia do reality, Marcos Mion informou que, assim como nas últimas temporadas, os confinados seriam divididos em dois grupos: Sol e Lua, sendo separados após uma dinâmica que, por intermédio de um sorteio, Mion anunciava o nome do peão responsável pela escolha dos integrantes de cada equipe. Após a divisão dos grupos, foi feita uma prova de agilidade entre os grupos. Na prova, os peões divididos em grupos, usaram vários instrumentos disponíveis para quebrar cada obstáculo no campo de batalhas, para poder passar o instrumento aos outros integrantes da equipe, e assim que um alarme tocar, eles passam o instrumento em mãos para os primeiros, para que troquem esse por outro. Ao chegar nos últimos integrantes e que os mesmos passarem do último obstáculo, eles tocam um sino com uma estaca de madeira, para encerrar a prova. A prova terminou depois que restou apenas os competidores da equipe vencedora, que foi a Equipe Lua, que ganharam o direito de disputar a primeira Prova do Fazendeiro da temporada. A Equipe Sol, no entanto, permaneceu na Baia devido a derrota na prova.
A Equipe Sol é representada pela cor laranja, e a Equipe Lua pela cor azul. A cada semana os dois grupos indicam dois participantes para concorrer o direito de realizar a Prova de Fogo, estes que vão a uma votação popular através do site, onde o vencedor de cada equipe pode realizar a prova. O perdedor da Prova de Fogo de cada semana, deve escolher obrigatoriamente um participante de cada grupo (ou do mesmo grupo) para morar na Baia dos cavalos durante uma semana inteira com ele. A primeira fazendeira foi Tati Dias, numa prova ao vivo de A Fazenda. Depois do resultado da Prova de Fogo Especial, a divisão dos participantes em equipes deixou de existir.
- Baia: É o local onde os cavalos dormem, mas também onde a cada semana peões são enviados para passar alguns dias após a perda do direito de permanecer na sede. O perdedor da Prova de Fogo deve indicar dois integrantes, da mesma equipe ou da outra equipe, para passar uma semana completa na Baia com ele.
- Prova de Fogo Especial: A Prova de Fogo Especial foi disputada pela equipe que angariou o maior número de competidores até a nona semana. Nesta edição, no entanto, a prova ocorreu na sexta semana. O vencedor foi Rodrigo Phavanello, que derrotou os companheiros da equipe Lua (Diego Grossi, Hari Almeida, Lucas Viana, Sabrina Paiva e Thayse Teixeira). Com o resultado, Rodrigo ganhou um carro no valor de R$ 80 mil. Os outros integrantes da equipe também receberam prêmios menores.

### A sede
A sede do reality rural, localizada em Itapecerica da Serra, na Grande São Paulo, passou por reformas arquitetônicas e ganhou novas cores em seu exterior. Na sala de estar, o sofá, que antes era azul, passou a ser roxo, para combinar com o ambiente interno da casa. A direção do confinamento apostou na cor ao decorar a cozinha. Tons amadeirados também estão presentes em boa parte da casa, que agora apresenta um ar mais moderno e com design melhor trabalhado. A mesa de jantar ficou ainda maior. A estrutura da academia foi alterada com novos equipamentos. A área de festas também foi reformulada. O celeiro passou por algumas alterações, mas manteve o padrão das edições. A casa da árvore teve pequenas modificações, apenas na decoração.

### Instrutores
Durante o tempo em que estão em confinamento, os peões tem que realizar diversas tarefas diárias envolvendo os animais e a plantação, sendo acompanhados por instrutores, que ensinam como cuidar dos bichos e fazer a manutenção geral da fazenda.
- Diogo Barbieri — Caseiro
- Fernanda Manelli — Zootecnista
- Victor Pupo — Veterinário

### Cabine de Descompressão
A décima primeira temporada de A Fazenda contou com Cabine de Descompressão, exibida com exclusividade aos assinantes da plataforma PlayPlus, na qual Marcos Mion entrevista o eliminado da semana minutos após o ocorrido, lhe questionando sobre suas atitudes, mostrando vídeos do confinamento e falando sobre a reação do público nas redes sociais.

## Controvérsias

### Expulsão de Phellipe Haagensen
Na madrugada de 28 de setembro, durante uma discussão envolvendo Diego Grossi e Hari Almeida, Phellipe Haagensen deu um beijo não consentido na participante, o que desencadeou uma série de brigas das mulheres do reality contra ele. Além disso, jornalistas especializados e o público reagiram acusando-o de assédio e pedindo sua expulsão.
No mesmo dia, a equipe do programa abriu um inquérito interno para avaliar a situação e chamou os envolvidos para se posicionarem. A empresa de telecomunicações Oi, uma das patrocinadoras do reality, também se pronunciou posicionando-se contra o assédio e alegando que entrou em contato com o programa para pedir explicações. Na edição excepcional de domingo, que ocorreu ao vivo, foi anunciada a expulsão de Phellipe por assédio.

### Acusação de maus-tratos
Na madrugada de 27 de outubro, o participante Viny Vieira jogou água no galo e foi acusado de maus-tratos pelos internautas. A atitude do peão ocorreu após se irritar com o animal enquanto tentava dormir. Segundo o "Manual de Sobrevivência" do reality, maus-tratos contra animais geram expulsão. No entanto, cedendo à pressão do público e à indignação da apresentadora Xuxa Meneghel, os quais pediam a expulsão de Viny, a Record aplicou a privação de água encanada e gás como punição coletiva.

### Racismo contra Sabrina Paiva
Durante a organização dos participantes para a transmissão ao vivo de 5 de novembro, antes da Prova do Fazendeiro, um dos operadores de câmera do reality ofendeu a participante Sabrina Paiva de forma racista ao dizer "vai, macaca, senta aí".  Consternados com o acontecimento, internautas, assessores da peoa e torcidas de outros participantes propuseram medidas cabíveis a serem tomadas pela emissora. Em 6 de novembro, a Record emitiu um comunicado no qual informava a identificação e a demissão do funcionário, pontuando, ainda, que a participante teria o direito de fazer uma representação legal.

### Acusação de assédio
Na madrugada da festa de 22 de novembro, o participante Lucas Viana aproximou-se de Hari Almeida enquanto ela dormia. Após acariciá-la, Hari pediu para que Lucas parasse e voltasse para sua cama, retirando a mão de seu corpo. Em primeiro lugar, o humorista e jornalista do reality Lucas Salles se posicionou no Twitter, dizendo que "nem ele nem Marcos Mion poderiam decidir sobre a permanência de alguém no jogo", mas que "uma atitude digna seria tomada". Dois dias depois o ocorrido, as patrocinadoras Above e Oi solicitaram um parecer da emissora. Apesar da comoção das redes sociais, da opinião da família e da atitude das empresas patrocinadoras, não houve nenhuma medida tomada contra o participante.

### Suspensão da penúltima Roça
Durante a realização da última Prova do Fazendeiro, Lucas Viana e Sabrina Paiva cometeram e foram induzidos ao erro em vários pontos do percurso. Internautas e diversos veículos de notícia expuseram as falhas e, devido a isso, após uma análise mais acurada do desempenho dos participantes na atividade, a produção do reality decidiu anular a Prova do Fazendeiro e, consequentemente, a Roça entre Hari Almeida e Lucas. Sabrina, uma vez que foi induzida ao erro, permaneceu na função e com os R$ 20 mil conquistados na prova. A fim de resolver o problema, a produção decidiu levar os cinco participantes a uma prova, em 6 de dezembro, que garantiria um dos lugares da final.
Após a realização da Prova do Finalista, vencida por Diego Grossi, foi formada a última Roça da temporada com Hari, Lucas, Rodrigo e Sabrina, sendo os dois últimos eliminados com 1,53% e 5,98% dos votos, respectivamente. O cancelamento da Roça entre Hari e Lucas causou controvérsia, em decorrência de uma possível proteção do diretor da atração, do diretor de núcleo de realities da RecordTV, Rodrigo Carelli e do vice-presidente artístico da emissora, Marcelo Silva, aos dois participantes, a fim de conduzi-los à final do programa e garantir a vitória a um dos dois, através do alto engajamento de fãs dos finalistas na votação, aproveitando-se da repercussão de suas últimas participações nos reality shows Are You the One? Brasil e Big Brother Brasil.

## Participantes
Em 17 de setembro de 2019, durante a transmissão ao vivo do Balanço Geral SP, Andréa Nóbrega e Guilherme Leão foram os dois primeiros participantes do reality a serem anunciados.
Abaixo a lista dos participantes desta edição, com as ocupações listadas pelo site oficial do programa e com as respectivas idades durante o início das gravações.
| Participante                                    | Profissão                    | Equipe | Resultado                               |
| ----------------------------------------------- | ---------------------------- | ------ | --------------------------------------- |
| Lucas Viana 27 anos, Ipatinga - MG              | Modelo e influenciador       | Lua    | Vencedor em 12 de dezembro de 2019      |
| Hari Almeida 22 anos, Senador Canedo - GO       | Modelo e influencer digital  | Lua    | 2º lugar em 12 de dezembro de 2019      |
| Diego Grossi 36 anos, Brasília - DF             | Publicitário                 | Lua    | 3º lugar em 12 de dezembro de 2019      |
| Rodrigo Phavanello 42 anos, Campinas - SP       | Ator e empresário            | Lua    | 12º eliminado¹ em 9 de dezembro de 2019 |
| Sabrina Paiva 24 anos, Caconde - SP             | Miss São Paulo e modelo      | Lua    | 12ª eliminada¹ em 9 de dezembro de 2019 |
| Viny Vieira 40 anos, São João Nepomuceno - MG   | Ator e apresentador          | Sol    | 11º eliminado em 1 de dezembro de 2019  |
| Thayse Teixeira 33 anos, Crato - CE             | Digital influencer           | Lua    | 10ª eliminada em 28 de novembro de 2019 |
| Netto 26 anos, Pires do Rio - GO                | DJ e empresário              | Sol    | 9º eliminado em 21 de novembro de 2019  |
| Guilherme Leão 28 anos, São Paulo - SP          | Modelo e metroviário         | Sol    | 8º eliminado em 14 de novembro de 2019  |
| Andréa Nóbrega 50 anos, Rio de Janeiro - RJ     | Atriz e empresária           | Sol    | 7ª eliminada em 7 de novembro de 2019   |
| Bifão 29 anos, Osasco - SP                      | Chef de cozinha e blogueira  | Sol    | 6ª eliminada em 31 de outubro de 2019   |
| Jorge Sousa 38 anos, Rio de Janeiro - RJ        | Produtor de eventos          | Sol    | 5º eliminado em 24 de outubro de 2019   |
| Tati Dias 29 anos, São Paulo - SP               | Empresária e chef de cozinha | Lua    | 4ª eliminada em 17 de outubro de 2019   |
| Túlio Maravilha 50 anos, Goiânia - GO           | Palestrante e comentarista   | Lua    | 3º eliminado em 10 de outubro de 2019   |
| Aricia Silva 26 anos, Florianópolis - SC        | Modelo e apresentadora       | Sol    | 2ª eliminada em 3 de outubro de 2019    |
| Phellipe Haagensen 35 anos, Rio de Janeiro - RJ | Ator e cantor                | Sol    | Expulso em 29 de setembro de 2019       |
| Drika Marinho 40 anos, Rio de Janeiro - RJ      | Bailarina e fotógrafa        | Sol    | 1ª eliminada em 26 de setembro de 2019  |

Nota 1: Rodrigo e Sabrina foram eliminados simultaneamente na última Roça do programa.

## Histórico
Legenda geral
|  | Equipe Lua |  | Equipe Sol |  | Fim de equipes |

### Prêmios extras
A temporada trará outros prêmios extras no valor de R$ 500 000 ao longo do programa.
| Semana | Prova                                          | Prêmio                           | Ganhador | Mediador |
| ------ | ---------------------------------------------- | -------------------------------- | -------- | -------- |
| 1      | Prova do Fazendeiro                            | Carro 0 km no valor de R$ 80.000 | Diego    | Diego    |
| 1      | Chama Verde Concedido pelo lampião de Netto    | R$ 20.000                        | Nenhum   | Netto    |
| 2      | Prova do Fazendeiro                            | R$ 20.000                        | Drika    | Bifão    |
| 2      | Chama Vermelha Concedido pelo lampião de Diego | R$ 10.000                        | Nenhum   | Diego    |
| 5      | Chama Vermelha Concedido pelo lampião de Netto | R$ 30.000                        | Jorge    | Netto    |
| 6      | Prova de Fogo Especial                         | R$ 42.000                        | Hari     | Hari     |
| 6      | Prova de Fogo Especial                         | R$ 20.000                        | Lucas    | Lucas    |
| 6      | Prova de Fogo Especial                         | R$ 15.000                        | Diego    | Diego    |
| 6      | Prova de Fogo Especial                         | R$ 8.000                         | Sabrina  | Sabrina  |
| 6      | Prova de Fogo Especial                         | R$ 8.000                         | Thayse   | Thayse   |
| 6      | Prova de Fogo Especial                         | R$ 7.000                         | Rodrigo  | Rodrigo  |
| 6      | Prova de Fogo Especial                         | Carro 0 km no valor de R$ 80.000 | Rodrigo  | Rodrigo  |
| 7      | Atividade Especial                             | R$ 32.000                        | Thayse   | Thayse   |
| 9      | Prova de Fogo                                  | R$ 5.000                         | Lucas    | Lucas    |
| 9      | Prova de Fogo                                  | R$ 5.000                         | Thayse   |          |
| 9      | Chama Verde Concedido pelo lampião de Thayse   | R$ 20.000                        | Thayse   | Thayse   |
| 9      | Chama Verde Concedido pelo lampião de Thayse   | R$ 10.000                        | Lucas    | Thayse   |
| 10     | Atividade "Esconde-Esconde"                    | R$ 2.100                         | Sabrina  | Sabrina  |
| 10     | Atividade "Esconde-Esconde"                    | R$ 2.000                         | Viny     | Viny     |
| 10     | Atividade "Esconde-Esconde"                    | R$ 1.900                         | Hari     | Hari     |
| 10     | Atividade "Esconde-Esconde"                    | R$ 1.800                         | Diego    | Diego    |
| 10     | Atividade "Esconde-Esconde"                    | R$ 1.100                         | Rodrigo  | Rodrigo  |
| 10     | Atividade "Esconde-Esconde"                    | R$ 700                           | Lucas    | Lucas    |
| 10     | Atividade "Esconde-Esconde"                    | R$ 400                           | Thayse   | Thayse   |
| 10     | Atividade Especial                             | R$ 10.000                        | Thayse   | Thayse   |
| 10     | Chama Verde Concedido pela "Prova de Fogo"     | R$ 20.000                        | Diego    | Diego    |
| 12     | Prova do Fazendeiro                            | R$ 20.000                        | Sabrina  | Sabrina  |

### Prova de Fogo
Assim como na temporada anterior, os participantes competem para ganhar o Poder do Lampião. O Poder do Lampião dá o direito ao detentor de abrir o lampião que pode ter consequências boas ou ruins no processo de formação da Roça. Os poderes já são divididos em duas chamas verde e vermelha. A chama, escolhida pelo vencedor da Prova de Fogo, fica com ele e pode lhe trazer um benefício. A chama restante é definida também pelo vencedor da prova, que ao vencer, delega a um peão, sendo um benefício ou um malefício para quem ele(a) escolher. A chama vermelha é definida pelo público através do R7.com dentre duas opções.
O perdedor da prova está automaticamente na Baia e escolhe outros dois peões de qualquer equipe para ir ao local com ele.
| Semana | Participantes | Líder da prova | Ganhador  | Excluídos                                                                         | Consequências |
| ------ | ------------- | -------------- | --------- | --------------------------------------------------------------------------------- | --- |
| 1      | Guilherme     | Netto          | Netto     | Andréa Aricia Bifão Diego Drika Guilherme Lucas Netto Phellipe Rodrigo Túlio Viny | Chama Vermelha (Netto): O dono do Poder deve trocar um dos peões que está na Baia (Guilherme) por um dos peões que está na sede (Túlio). Chama Verde (Drika): O Fazendeiro ganhará R$ 20 mil se indicar o dono do poder à Roça. |
| 1      | Netto         | Netto          | Netto     | Andréa Aricia Bifão Diego Drika Guilherme Lucas Netto Phellipe Rodrigo Túlio Viny | Chama Vermelha (Netto): O dono do Poder deve trocar um dos peões que está na Baia (Guilherme) por um dos peões que está na sede (Túlio). Chama Verde (Drika): O Fazendeiro ganhará R$ 20 mil se indicar o dono do poder à Roça. |
| 1      | Lucas         | Rodrigo        | Netto     | Andréa Aricia Bifão Diego Drika Guilherme Lucas Netto Phellipe Rodrigo Túlio Viny | Chama Vermelha (Netto): O dono do Poder deve trocar um dos peões que está na Baia (Guilherme) por um dos peões que está na sede (Túlio). Chama Verde (Drika): O Fazendeiro ganhará R$ 20 mil se indicar o dono do poder à Roça. |
| 1      | Rodrigo       | Rodrigo        | Netto     | Andréa Aricia Bifão Diego Drika Guilherme Lucas Netto Phellipe Rodrigo Túlio Viny | Chama Vermelha (Netto): O dono do Poder deve trocar um dos peões que está na Baia (Guilherme) por um dos peões que está na sede (Túlio). Chama Verde (Drika): O Fazendeiro ganhará R$ 20 mil se indicar o dono do poder à Roça. |
| 2      | Diego         | Diego          | Diego     | Guilherme Lucas Túlio                                                             | Chama Vermelha (Rodrigo): O dono do Poder pode ganhar um prêmio de R$ 10 mil, desde que decida deixar a sede sem água durante 36 horas. Chama Verde (Diego): Imunidade à indicação do Fazendeiro ou à votação da sede. |
| 2      | Lucas         | Diego          | Diego     | Guilherme Lucas Túlio                                                             | Chama Vermelha (Rodrigo): O dono do Poder pode ganhar um prêmio de R$ 10 mil, desde que decida deixar a sede sem água durante 36 horas. Chama Verde (Diego): Imunidade à indicação do Fazendeiro ou à votação da sede. |
| 2      | Túlio         | Diego          | Diego     | Guilherme Lucas Túlio                                                             | Chama Vermelha (Rodrigo): O dono do Poder pode ganhar um prêmio de R$ 10 mil, desde que decida deixar a sede sem água durante 36 horas. Chama Verde (Diego): Imunidade à indicação do Fazendeiro ou à votação da sede. |
| 2      | Guilherme     | Guilherme      | Diego     | Guilherme Lucas Túlio                                                             | Chama Vermelha (Rodrigo): O dono do Poder pode ganhar um prêmio de R$ 10 mil, desde que decida deixar a sede sem água durante 36 horas. Chama Verde (Diego): Imunidade à indicação do Fazendeiro ou à votação da sede. |
| 2      | Netto         | Guilherme      | Diego     | Guilherme Lucas Túlio                                                             | Chama Vermelha (Rodrigo): O dono do Poder pode ganhar um prêmio de R$ 10 mil, desde que decida deixar a sede sem água durante 36 horas. Chama Verde (Diego): Imunidade à indicação do Fazendeiro ou à votação da sede. |
| 2      | Phellipe      | Guilherme      | Diego     | Guilherme Lucas Túlio                                                             | Chama Vermelha (Rodrigo): O dono do Poder pode ganhar um prêmio de R$ 10 mil, desde que decida deixar a sede sem água durante 36 horas. Chama Verde (Diego): Imunidade à indicação do Fazendeiro ou à votação da sede. |
| 3      | Bifão         | Bifão          | Bifão     | Hari Tati Thayse                                                                  | Chama Vermelha (Netto): O dono do Poder deverá anular o voto de três peões (Hari, Tati e Thayse). Chama Verde (Bifão): O dono do Poder deve salvar um dos três roceiros (Andréa). Depois, um novo roceiro será escolhido por votação entre os peões (Viny). |
| 3      | Netto         | Bifão          | Bifão     | Hari Tati Thayse                                                                  | Chama Vermelha (Netto): O dono do Poder deverá anular o voto de três peões (Hari, Tati e Thayse). Chama Verde (Bifão): O dono do Poder deve salvar um dos três roceiros (Andréa). Depois, um novo roceiro será escolhido por votação entre os peões (Viny). |
| 3      | Diego         | Tati           | Bifão     | Hari Tati Thayse                                                                  | Chama Vermelha (Netto): O dono do Poder deverá anular o voto de três peões (Hari, Tati e Thayse). Chama Verde (Bifão): O dono do Poder deve salvar um dos três roceiros (Andréa). Depois, um novo roceiro será escolhido por votação entre os peões (Viny). |
| 3      | Tati          | Tati           | Bifão     | Hari Tati Thayse                                                                  | Chama Vermelha (Netto): O dono do Poder deverá anular o voto de três peões (Hari, Tati e Thayse). Chama Verde (Bifão): O dono do Poder deve salvar um dos três roceiros (Andréa). Depois, um novo roceiro será escolhido por votação entre os peões (Viny). |
| 4      | Jorge         | Jorge          | Jorge     | Guilherme Lucas Netto                                                             | Chama Vermelha (Andréa): O dono do Poder deve indicar o terceiro roceiro que esteja entre os peões da sede (Diego). Chama Verde (Jorge): O dono deste Poder está imune à Roça. Além disso, o voto dele será dobrado (Hari). |
| 4      | Lucas         |                | Jorge     | Guilherme Lucas Netto                                                             | Chama Vermelha (Andréa): O dono do Poder deve indicar o terceiro roceiro que esteja entre os peões da sede (Diego). Chama Verde (Jorge): O dono deste Poder está imune à Roça. Além disso, o voto dele será dobrado (Hari). |
| 5      | Diego         | Diego          | Netto     | Diego Jorge Viny                                                                  | Chama Vermelha (Jorge): O dono do Poder poderá receber um prêmio de R$ 30 mil. Para isso, deverá substituir o segundo ou o terceiro roceiro (Andréa) por alguém da própria equipe (Jorge). Chama Verde (Netto): O terceiro indicado à Roça será definido pela dinâmica do "Resta Um". O dono do Poder deverá começá-la salvando um peão (Lucas foi o último a sobrar do "Resta Um"). |
| 5      | Netto         |                | Netto     | Diego Jorge Viny                                                                  | Chama Vermelha (Jorge): O dono do Poder poderá receber um prêmio de R$ 30 mil. Para isso, deverá substituir o segundo ou o terceiro roceiro (Andréa) por alguém da própria equipe (Jorge). Chama Verde (Netto): O terceiro indicado à Roça será definido pela dinâmica do "Resta Um". O dono do Poder deverá começá-la salvando um peão (Lucas foi o último a sobrar do "Resta Um"). |
| 6      | Diego         | Diego          | Rodrigo   | Andréa Bifão Guilherme Netto Viny                                                 | Chama Vermelha (Diego): O dono do Poder deverá imunizar um peão à Roça, exceto ele mesmo (Sabrina). Chama Verde (Rodrigo): O dono do Poder deve escolher um dos três roceiros para não disputar a prova do Fazendeiro. Ou seja, o peão escolhido vai direto para a votação do público (Bifão).                                                                                       |
| 6      | Hari          |                | Rodrigo   | Andréa Bifão Guilherme Netto Viny                                                 | Chama Vermelha (Diego): O dono do Poder deverá imunizar um peão à Roça, exceto ele mesmo (Sabrina). Chama Verde (Rodrigo): O dono do Poder deve escolher um dos três roceiros para não disputar a prova do Fazendeiro. Ou seja, o peão escolhido vai direto para a votação do público (Bifão).                                                                                       |
| 6      | Lucas         |                | Rodrigo   | Andréa Bifão Guilherme Netto Viny                                                 | Chama Vermelha (Diego): O dono do Poder deverá imunizar um peão à Roça, exceto ele mesmo (Sabrina). Chama Verde (Rodrigo): O dono do Poder deve escolher um dos três roceiros para não disputar a prova do Fazendeiro. Ou seja, o peão escolhido vai direto para a votação do público (Bifão).                                                                                       |
| 6      | Rodrigo       |                | Rodrigo   | Andréa Bifão Guilherme Netto Viny                                                 | Chama Vermelha (Diego): O dono do Poder deverá imunizar um peão à Roça, exceto ele mesmo (Sabrina). Chama Verde (Rodrigo): O dono do Poder deve escolher um dos três roceiros para não disputar a prova do Fazendeiro. Ou seja, o peão escolhido vai direto para a votação do público (Bifão).                                                                                       |
| 6      | Sabrina       |                | Rodrigo   | Andréa Bifão Guilherme Netto Viny                                                 | Chama Vermelha (Diego): O dono do Poder deverá imunizar um peão à Roça, exceto ele mesmo (Sabrina). Chama Verde (Rodrigo): O dono do Poder deve escolher um dos três roceiros para não disputar a prova do Fazendeiro. Ou seja, o peão escolhido vai direto para a votação do público (Bifão).                                                                                       |
| 6      | Thayse        |                | Rodrigo   | Andréa Bifão Guilherme Netto Viny                                                 | Chama Vermelha (Diego): O dono do Poder deverá imunizar um peão à Roça, exceto ele mesmo (Sabrina). Chama Verde (Rodrigo): O dono do Poder deve escolher um dos três roceiros para não disputar a prova do Fazendeiro. Ou seja, o peão escolhido vai direto para a votação do público (Bifão).                                                                                       |
| 7      | Guilherme     | Guilherme      | Guilherme | Hari Sabrina Viny                                                                 | Chama Vermelha (Thayse): O dono do Poder deverá trocar de lugar com o segundo ou o terceiro roceiro (Hari). Chama Verde (Guilherme): O dono deste Poder deve escolher um peão. O voto do escolhido será dobrado, mas todo voto que receber também será dobrado (Thayse). |
| 7      | Hari          |                | Guilherme | Hari Sabrina Viny                                                                 | Chama Vermelha (Thayse): O dono do Poder deverá trocar de lugar com o segundo ou o terceiro roceiro (Hari). Chama Verde (Guilherme): O dono deste Poder deve escolher um peão. O voto do escolhido será dobrado, mas todo voto que receber também será dobrado (Thayse). |
| 8      | Diego         | Diego          | Netto     | Guilherme Lucas Rodrigo Viny                                                      | Chama Vermelha (Netto): O dono do Poder deve escolher entre ficar imune à Roça ou indicar o terceiro roceiro. Chama Verde (Rodrigo): A partir de agora, a Baia desta semana terá quatro moradores e o quarto morador será o dono do Poder. |
| 8      | Lucas         |                | Netto     | Guilherme Lucas Rodrigo Viny                                                      | Chama Vermelha (Netto): O dono do Poder deve escolher entre ficar imune à Roça ou indicar o terceiro roceiro. Chama Verde (Rodrigo): A partir de agora, a Baia desta semana terá quatro moradores e o quarto morador será o dono do Poder. |
| 8      | Netto         |                | Netto     | Guilherme Lucas Rodrigo Viny                                                      | Chama Vermelha (Netto): O dono do Poder deve escolher entre ficar imune à Roça ou indicar o terceiro roceiro. Chama Verde (Rodrigo): A partir de agora, a Baia desta semana terá quatro moradores e o quarto morador será o dono do Poder. |
| 8      | Viny          |                | Netto     | Guilherme Lucas Rodrigo Viny                                                      | Chama Vermelha (Netto): O dono do Poder deve escolher entre ficar imune à Roça ou indicar o terceiro roceiro. Chama Verde (Rodrigo): A partir de agora, a Baia desta semana terá quatro moradores e o quarto morador será o dono do Poder. |
| 9      | Hari          | Hari           | Thayse    | Hari Netto                                                                        | Chama Vermelha (Lucas): O dono do Poder deverá anular dois votos (Sabrina e Viny). Chama Verde (Thayse): O dono do Poder acaba de ganhar R$ 20 mil, e deve escolher um peão para ganhar R$ 10 mil (Lucas) e outro para se tornar o terceiro roceiro, exceto ele mesmo e o Fazendeiro (Netto).                                                                                        |
| 9      | Sabrina       | Hari           | Thayse    | Hari Netto                                                                        | Chama Vermelha (Lucas): O dono do Poder deverá anular dois votos (Sabrina e Viny). Chama Verde (Thayse): O dono do Poder acaba de ganhar R$ 20 mil, e deve escolher um peão para ganhar R$ 10 mil (Lucas) e outro para se tornar o terceiro roceiro, exceto ele mesmo e o Fazendeiro (Netto).                                                                                        |
| 9      | Lucas         | Thayse         | Thayse    | Hari Netto                                                                        | Chama Vermelha (Lucas): O dono do Poder deverá anular dois votos (Sabrina e Viny). Chama Verde (Thayse): O dono do Poder acaba de ganhar R$ 20 mil, e deve escolher um peão para ganhar R$ 10 mil (Lucas) e outro para se tornar o terceiro roceiro, exceto ele mesmo e o Fazendeiro (Netto).                                                                                        |
| 9      | Thayse        | Thayse         | Thayse    | Hari Netto                                                                        | Chama Vermelha (Lucas): O dono do Poder deverá anular dois votos (Sabrina e Viny). Chama Verde (Thayse): O dono do Poder acaba de ganhar R$ 20 mil, e deve escolher um peão para ganhar R$ 10 mil (Lucas) e outro para se tornar o terceiro roceiro, exceto ele mesmo e o Fazendeiro (Netto).                                                                                        |
| 10     | Diego         | Diego          | Diego     | Sabrina Viny                                                                      | Chama Vermelha (Viny): O Fazendeiro deverá escolher dois peões que não estão na Roça (Diego e Thayse). O dono do Poder deverá indicar um dos escolhidos para ser o terceiro roceiro (Thayse). Chama Verde (Diego): O dono desse Poder deve escolher entre imunidade à Roça ou um prêmio de R$ 20 mil.                                                                                |
| 10     | Sabrina       |                | Diego     | Sabrina Viny                                                                      | Chama Vermelha (Viny): O Fazendeiro deverá escolher dois peões que não estão na Roça (Diego e Thayse). O dono do Poder deverá indicar um dos escolhidos para ser o terceiro roceiro (Thayse). Chama Verde (Diego): O dono desse Poder deve escolher entre imunidade à Roça ou um prêmio de R$ 20 mil.                                                                                |

### Delegação das obrigações
Toda semana, o Fazendeiro da semana tem que delegar uma obrigação para os peões, como cuidar das vacas, das aves e das plantas.
|                 | Sem. 1                                           | Sem. 2                                              | Sem. 3                                     | Sem. 4                        | Sem. 5                 | Sem. 6                 | Sem. 7          | Sem. 8    | Sem. 9    | Sem. 10 | Sem. 11 | Sem. 11 | Sem. 12 |
| --------------- | ------------------------------------------------ | --------------------------------------------------- | ------------------------------------------ | ----------------------------- | ---------------------- | ---------------------- | --------------- | --------- | --------- | ------- | ------- | ------- | ------- |
| Fazendeiro      | Tati                                             | Bifão                                               | Lucas                                      | Viny                          | Bifão                  | Lucas                  | Netto           | Sabrina   | Diego     | Rodrigo | Lucas   | Rodrigo | Sabrina |
| Vacas           | Diego                                            | Netto                                               | Viny                                       | Diego                         | Sabrina                | Jorge                  | Lucas           | Guilherme | Netto     | Diego   | Rodrigo | Lucas   | Diego   |
| Vacas           | Diego                                            | Netto                                               | Viny                                       | Diego                         | Sabrina                | Rodrigo                | Lucas           | Guilherme | Netto     | Diego   | Rodrigo | Lucas   | Diego   |
| Cavalo          | Lucas                                            | Guilherme                                           | Rodrigo                                    | Rodrigo                       | Lucas                  | Diego                  | Sabrina         | Viny      | Hari      | Lucas   | Diego   | Diego   | Rodrigo |
| Ovelhas         | Sabrina                                          | Sabrina                                             | Netto                                      | Sabrina                       | Jorge                  | Guilherme              | Hari            | Lucas     | Thayse    | Thayse  | Sabrina | Hari    | Rodrigo |
| Horta e plantas | Túlio                                            | Andréa                                              | Aricia                                     | Guilherme                     | Hari                   | Viny                   | Rodrigo         | Netto     | Sabrina   | Hari    | Diego   | Lucas   | Lucas   |
| Horta e plantas | Túlio                                            | Andréa                                              | Túlio                                      | Guilherme                     | Hari                   | Viny                   | Rodrigo         | Netto     | Sabrina   | Hari    | Diego   | Lucas   | Lucas   |
| Porcos          | Hari                                             | Hari                                                | Diego                                      | Jorge                         | Guilherme              | Hari                   | Andréa          | Rodrigo   | Lucas     | Netto   | Hari    | Viny    | Lucas   |
| Porcos          | Hari                                             | Hari                                                | Diego                                      | Jorge                         | Guilherme              | Hari                   | Andréa          | Rodrigo   | Lucas     | Viny    | Hari    | Sabrina | Lucas   |
| Lhama           | Aricia                                           | Thayse                                              | Tati                                       | Andréa                        | Netto                  | Bifão                  | Viny            | Thayse    | Guilherme | Thayse  | Thayse  | Diego   | Hari    |
| Lhama           | Aricia                                           | Thayse                                              | Tati                                       | Andréa                        | Netto                  | Bifão                  | Viny            | Thayse    | Viny      | Thayse  | Thayse  | Diego   | Hari    |
| Aves            | Thayse                                           | Aricia                                              | Jorge                                      | Tati                          | Thayse                 | Netto                  | Thayse          | Hari      | Viny      | Sabrina | Rodrigo | Sabrina | Hari    |
| Lixo            | Rodrigo                                          | Tati                                                | Bifão                                      | Netto                         | Rodrigo                | Andréa                 | Bifão           | Diego     | Rodrigo   | Viny    | Viny    | Viny    | Diego   |
| Lixo            | Rodrigo                                          | Tati                                                | Bifão                                      | Netto                         | Rodrigo                | Andréa                 | Diego           | Diego     | Rodrigo   | Viny    | Viny    | Hari    | Diego   |
| Sem obrigações  | Andréa Bifão Drika Guilherme Netto Phellipe Viny | Diego Drika Jorge Lucas Phellipe Rodrigo Túlio Viny | Andréa Guilherme Hari Sabrina Thayse Túlio | Bifão Hari Lucas Thayse Túlio | Andréa Diego Tati Viny | Rodrigo Sabrina Thayse | Diego Guilherme | Andréa    | Ninguém   | Ninguém | Ninguém | Ninguém | Ninguém |

### Punições
Quando há o descumprimento de alguma regra, demora ou erro no cuidado dos animais, os peões recebem alguma punição que prejudique a autossubsistência na sede.
| Data  | Peão          | Motivo | Duração  | Punição                 | Fazendeiro da Semana |
| ----- | ------------- | --- | -------- | ----------------------- | -------------------- |
| 18/09 | Andréa        | Não cumpriram as regras de convivência na Baia Desceram para a Baia com item não permitido (toalha)         | 12 horas | Sem academia            | (nenhum)             |
| 18/09 | Aricia        | Não cumpriram as regras de convivência na Baia Desceram para a Baia com item não permitido (toalha)         | 12 horas | Sem academia            | (nenhum)             |
| 21/09 | Bifão         | Fez necessidades fisiológicas fora do reservado                                                             | 12 horas | Sem água quente         | Tati                 |
| 21/09 | Lucas         | Não cumpriu as regras de convivência na Baia Desceu para a Baia sem o balde                                 | 12 horas | Sem gás                 | Tati                 |
| 21/09 | Rodrigo       | Não cumpriu as regras de convivência na Baia Comeu alimentos da sede após o toque de recolher               | 12 horas | Sem gás                 | Tati                 |
| 24/09 | Thayse        | Trocou de roupa dentro do reservado                                                                         | 24 horas | Sem carne               | Tati                 |
| 26/09 | Phellipe      | Trocou de roupa dentro do reservado                                                                         | 16 horas | Sem gás                 | Bifão                |
| 27/09 | Thayse (2)    | Não atendeu aos sinais sonoros para obrigações da lhama                                                     | 24 horas | Sem academia            | Bifão                |
| 28/09 | Guilherme     | Não cumpriram as regras de convivência na Baia Escovaram os dentes na sede                                  | 4 dias   | Sem café                | Bifão                |
| 28/09 | Túlio         | Não cumpriram as regras de convivência na Baia Escovaram os dentes na sede                                  | 4 dias   | Sem café                | Bifão                |
| 28/09 | Guilherme (2) | Não cumpriu as regras de convivência na Baia Utilizou o banheiro da sede                                    | 24 horas | Sem água quente         | Bifão                |
| 29/09 | Phellipe (2)  | Assediou a participante Hari                                                                                | Expulsão | Expulsão                | Bifão                |
| 01/10 | Túlio (2)     | Realizou uma tarefa sem a presença do responsável (Andréa) ou da Fazendeira                                 | 24 horas | Sem gás                 | Bifão                |
| 04/10 | Thayse (3)    | Não utilizou o microfone para se comunicar                                                                  | 24 horas | Sem água encanada       | Lucas                |
| 11/10 | Guilherme (3) | Não atendeu aos sinais sonoros para obrigações da horta e plantas                                           | 24 horas | Sem gás                 | Viny                 |
| 11/10 | Diego         | Não utilizaram o microfone para se comunicarem                                                              | 24 horas | Sem água encanada       | Viny                 |
| 11/10 | Netto         | Não utilizaram o microfone para se comunicarem                                                              | 24 horas | Sem água encanada       | Viny                 |
| 12/10 | Lucas (2)     | Não cumpriram as regras de convivência na Baia Escovou os dentes na sede                                    | 12 horas | Sem ofurô e piscina     | Viny                 |
| 14/10 | Thayse (4)    | Trocou de roupa dentro do reservado                                                                         | 48 horas | Sem café e pão          | Viny                 |
| 16/10 | Lucas (3)     | Não cumpriu as regras de convivência na Baia Comeu alimentos da sede após o toque de recolher               | 24 horas | Sem água encanada       | Bifão                |
| 17/10 | Thayse (5)    | Trocou de roupa dentro do reservado                                                                         | 36 horas | Sem água quente e gás   | Bifão                |
| 20/10 | Lucas (4)     | Não atendeu aos sinais sonoros para obrigações do cavalo                                                    | 72 horas | Sem café, ovo e pão     | Bifão                |
| 24/10 | Lucas (5)     | Utilizaram o extintor de incêndio indevidamente                                                             | 24 horas | Sem academia            | Lucas                |
| 24/10 | Netto (2)     | Utilizaram o extintor de incêndio indevidamente                                                             | 24 horas | Sem academia            | Lucas                |
| 28/10 | Viny          | Maus-tratos contra o galo                                                                                   | 24 horas | Sem água e gás          | Lucas                |
| 29/10 | Netto (3)     | Não atendeu aos sinais sonoros para obrigações das aves                                                     | 24 horas | Sem carne e ovo         | Lucas                |
| 30/10 | Andréa (2)    | Não cumpriram as regras de convivência na Baia Desrespeitaram o toque para organização da Baia              | 24 horas | Sem água encanada       | Netto                |
| 30/10 | Bifão (2)     | Não cumpriram as regras de convivência na Baia Desrespeitaram o toque para organização da Baia              | 24 horas | Sem água encanada       | Netto                |
| 30/10 | Guilherme (4) | Não cumpriram as regras de convivência na Baia Desrespeitaram o toque para organização da Baia              | 24 horas | Sem água encanada       | Netto                |
| 30/10 | Viny (2)      | Não cumpriram as regras de convivência na Baia Desrespeitaram o toque para organização da Baia              | 24 horas | Sem água encanada       | Netto                |
| 05/11 | Thayse (6)    | Trocou de roupa dentro do reservado                                                                         | 48 horas | Sem água encanada       | Netto                |
| 08/11 | Lucas (6/7)   | Não cumpriu as regras de convivência na Baia Utilizou o banheiro da sede e desrespeitou o toque de recolher | 48 horas | Sem água encanada e gás | Sabrina              |
| 12/11 | Hari          | Deixou o lago das aves transbordar                                                                          | 24 horas | Sem água encanada e ovo | Sabrina              |
| 26/11 | Thayse (7)    | Não atendeu aos sinais sonoros para obrigações da lhama                                                     | 48 horas | Sem água encanada       | Rodrigo              |

### Votação
|                       |                       | Sem. 1                                                                            | Sem. 2                        | Sem. 3                       | Sem. 3                       | Sem. 4                      | Sem. 5                        | Sem. 6                            | Sem. 7                       | Sem. 8                          | Sem. 9                      | Sem. 10                      | Sem. 11                    | Sem. 11                     | Sem. 12                            | Sem. 12                  | Votos recebidos |
| Dia 73                | Dia 77                | Sem. 1                                                                            | Sem. 2                        | Sem. 3                       | Sem. 3                       | Sem. 4                      | Sem. 5                        | Sem. 6                            | Sem. 7                       | Sem. 8                          | Sem. 9                      | Sem. 10                      | Dia 81                     | Final                       |                                    |                          | Votos recebidos |
| --------------------- | --------------------- | --------------------------------------------------------------------------------- | ----------------------------- | ---------------------------- | ---------------------------- | --------------------------- | ----------------------------- | --------------------------------- | ---------------------------- | ------------------------------- | --------------------------- | ---------------------------- | -------------------------- | --------------------------- | ---------------------------------- | ------------------------ | --------------- |
| Fazendeiro da Semana  | Fazendeiro da Semana  | Tati                                                                              | Bifão                         | Lucas                        | Lucas                        | Viny                        | Bifão                         | Lucas                             | Netto                        | Sabrina                         | Diego                       | Rodrigo                      | Lucas                      | Rodrigo                     | Sabrina                            | (nenhum)                 |                 |
| Poder do Lampião      | Poder do Lampião      | Netto                                                                             | Diego                         | Bifão                        | Bifão                        | Jorge                       | Netto                         | Rodrigo                           | Guilherme                    | Netto                           | Thayse                      | Diego                        | (nenhum)                   | (nenhum)                    | (nenhum)                           | (nenhum)                 |                 |
| Excluídos (Baia)      | Excluídos (Baia)      | Andréa Aricia Bifão Diego Drika Guilherme Lucas Netto Phellipe Rodrigo Túlio Viny | Guilherme Lucas Túlio         | Hari Tati Thayse             | Hari Tati Thayse             | Guilherme Lucas Netto       | Diego Jorge Viny              | Andréa Bifão Guilherme Netto Viny | Hari Sabrina Viny            | Guilherme Lucas Rodrigo Viny    | Hari Netto                  | Sabrina Viny                 | (nenhum)                   | (nenhum)                    | (nenhum)                           | (nenhum)                 |                 |
| Indicado (Fazendeiro) | Indicado (Fazendeiro) | Bifão                                                                             | Sabrina                       | Andréa                       | Andréa                       | Tati                        | Rodrigo                       | Bifão                             | Sabrina                      | Guilherme                       | Viny                        | Lucas                        | Rodrigo                    | Lucas                       | (nenhum)                           | (nenhum)                 |                 |
| Indicado (Peões)      | Indicado (Peões)      | Guilherme                                                                         | Aricia                        | Túlio                        | Viny                         | Bifão                       | Andréa                        | Diego                             | Andréa                       | Diego                           | Rodrigo                     | Hari                         | Viny                       | Hari                        | (nenhum)                           | (nenhum)                 |                 |
| Indicado (Peões)      | Indicado (Peões)      | Guilherme                                                                         | Aricia                        | Túlio                        | Viny                         | Bifão                       | Jorge                         | Diego                             | Andréa                       | Diego                           | Rodrigo                     | Hari                         | Viny                       | Hari                        | (nenhum)                           | (nenhum)                 |                 |
| Indicado (Baia)       | Indicado (Baia)       | Drika                                                                             | Lucas                         | Thayse                       | Thayse                       | Diego                       | Lucas                         | Netto                             | Hari                         | Lucas                           | Netto                       | Thayse                       | Hari                       | Sabrina                     | (nenhum)                           | (nenhum)                 |                 |
| Indicado (Baia)       | Indicado (Baia)       | Drika                                                                             | Lucas                         | Thayse                       | Thayse                       | Diego                       | Lucas                         | Netto                             | Thayse                       | Lucas                           | Netto                       | Thayse                       | Hari                       | Sabrina                     | (nenhum)                           | (nenhum)                 |                 |
| Indicado (Desafio)    | Indicado (Desafio)    | (nenhum)                                                                          | (nenhum)                      | (nenhum)                     | (nenhum)                     | (nenhum)                    | (nenhum)                      | (nenhum)                          | (nenhum)                     | (nenhum)                        | (nenhum)                    | (nenhum)                     | (nenhum)                   | (nenhum)                    | Hari Lucas Rodrigo Sabrina         | (nenhum)                 |                 |
|                       |                       |                                                                                   |                               |                              |                              |                             |                               |                                   |                              |                                 |                             |                              |                            |                             |                                    |                          |                 |
|                       | Lucas                 | Andréa                                                                            | Andréa                        | Fazendeiro                   | Fazendeiro                   | Bifão                       | Andréa                        | Fazendeiro                        | Andréa                       | Diego                           | Rodrigo                     | Diego                        | Viny                       | Sabrina                     | Roça                               | Vencedor (Dia 87)        | 4               |
|                       | Hari                  | Andréa                                                                            | Aricia                        | Viny                         | Viny                         | Bifão                       | Andréa                        | Diego                             | Andréa                       | Diego                           | Rodrigo                     | Diego                        | Viny                       | Sabrina                     | Roça                               | 2º lugar (Dia 87)        | 15              |
|                       | Diego                 | Guilherme                                                                         | Aricia                        | Viny                         | Viny                         | Bifão                       | Andréa                        | Thayse                            | Andréa                       | Thayse                          | Fazendeiro                  | Hari                         | Sabrina                    | Hari                        | Salvo                              | 3º lugar (Dia 87)        | 17              |
|                       | Rodrigo               | Andréa                                                                            | Aricia                        | Viny                         | Viny                         | Bifão                       | Andréa                        | Diego                             | Andréa                       | Hari                            | Thayse                      | Hari                         | Hari                       | Hari                        | Roça                               | Eliminado (Dia 84)       | 11              |
|                       | Sabrina               | Guilherme                                                                         | Aricia                        | Viny                         | Viny                         | Bifão                       | Andréa                        | Hari                              | Andréa                       | Diego                           | Thayse                      | Hari                         | Viny                       | Hari                        | Roça                               | Eliminada (Dia 84)       | 7               |
|                       | Viny                  | Sabrina                                                                           | Thayse                        | Túlio                        | Rodrigo                      | Fazendeiro                  | Thayse                        | Thayse                            | Lucas                        | Thayse                          | Thayse                      | Hari                         | Hari                       | Eliminado (Dia 76)          | Eliminado (Dia 76)                 | Eliminado (Dia 76)       | 15              |
|                       | Thayse                | Guilherme                                                                         | Aricia                        | Viny                         | Viny                         | Bifão                       | Andréa                        | Diego                             | Andréa (x2)                  | Diego                           | Rodrigo                     | Diego                        | Eliminada (Dia 73)         | Eliminada (Dia 73)          | Eliminada (Dia 73)                 | Eliminada (Dia 73)       | 17              |
|                       | Netto                 | Guilherme                                                                         | Tati                          | Túlio                        | Rodrigo                      | Diego                       | Thayse                        | Diego                             | Fazendeiro                   | Hari                            | Lucas                       | Eliminado (Dia 66)           | Eliminado (Dia 66)         | Eliminado (Dia 66)          | Eliminado (Dia 66)                 | Eliminado (Dia 66)       | 0               |
|                       | Guilherme             | Sabrina                                                                           | Diego                         | Túlio                        | Rodrigo                      | Diego                       | Thayse                        | Rodrigo                           | Thayse (x2)                  | Thayse                          | Eliminado (Dia 59)          | Eliminado (Dia 59)           | Eliminado (Dia 59)         | Eliminado (Dia 59)          | Eliminado (Dia 59)                 | Eliminado (Dia 59)       | 8               |
|                       | Andréa                | Guilherme                                                                         | Diego                         | Túlio                        | Vetada                       | Diego                       | Thayse                        | Thayse                            | Thayse (x2)                  | Eliminada (Dia 52)              | Eliminada (Dia 52)          | Eliminada (Dia 52)           | Eliminada (Dia 52)         | Eliminada (Dia 52)          | Eliminada (Dia 52)                 | Eliminada (Dia 52)       | 19              |
|                       | Bifão                 | Guilherme                                                                         | Fazendeira                    | Túlio                        | Vetada                       | Diego                       | Fazendeira                    | Rodrigo                           | Eliminada (Dia 45)           | Eliminada (Dia 45)              | Eliminada (Dia 45)          | Eliminada (Dia 45)           | Eliminada (Dia 45)         | Eliminada (Dia 45)          | Eliminada (Dia 45)                 | Eliminada (Dia 45)       | 9               |
|                       | Jorge                 | Ausente                                                                           | Ausente                       | Vetado                       | Vetado                       | Hari (x2)                   | Thayse                        | Eliminado (Dia 38)                | Eliminado (Dia 38)           | Eliminado (Dia 38)              | Eliminado (Dia 38)          | Eliminado (Dia 38)           | Eliminado (Dia 38)         | Eliminado (Dia 38)          | Eliminado (Dia 38)                 | Eliminado (Dia 38)       | 0               |
|                       | Tati                  | Fazendeira                                                                        | Aricia                        | Viny                         | Viny                         | Bifão                       | Eliminada (Dia 31)            | Eliminada (Dia 31)                | Eliminada (Dia 31)           | Eliminada (Dia 31)              | Eliminada (Dia 31)          | Eliminada (Dia 31)           | Eliminada (Dia 31)         | Eliminada (Dia 31)          | Eliminada (Dia 31)                 | Eliminada (Dia 31)       | 2               |
|                       | Túlio                 | Aricia                                                                            | Aricia                        | Viny                         | Viny                         | Eliminado (Dia 24)          | Eliminado (Dia 24)            | Eliminado (Dia 24)                | Eliminado (Dia 24)           | Eliminado (Dia 24)              | Eliminado (Dia 24)          | Eliminado (Dia 24)           | Eliminado (Dia 24)         | Eliminado (Dia 24)          | Eliminado (Dia 24)                 | Eliminado (Dia 24)       | 5               |
|                       | Aricia                | Guilherme                                                                         | Rodrigo                       | Eliminada (Dia 17)           | Eliminada (Dia 17)           | Eliminada (Dia 17)          | Eliminada (Dia 17)            | Eliminada (Dia 17)                | Eliminada (Dia 17)           | Eliminada (Dia 17)              | Eliminada (Dia 17)          | Eliminada (Dia 17)           | Eliminada (Dia 17)         | Eliminada (Dia 17)          | Eliminada (Dia 17)                 | Eliminada (Dia 17)       | 8               |
|                       | Phellipe              | Hari                                                                              | Expulso (Dia 13)              | Expulso (Dia 13)             | Expulso (Dia 13)             | Expulso (Dia 13)            | Expulso (Dia 13)              | Expulso (Dia 13)                  | Expulso (Dia 13)             | Expulso (Dia 13)                | Expulso (Dia 13)            | Expulso (Dia 13)             | Expulso (Dia 13)           | Expulso (Dia 13)            | Expulso (Dia 13)                   | Expulso (Dia 13)         | 0               |
|                       | Drika                 | Andréa                                                                            | Eliminada (Dia 10)            | Eliminada (Dia 10)           | Eliminada (Dia 10)           | Eliminada (Dia 10)          | Eliminada (Dia 10)            | Eliminada (Dia 10)                | Eliminada (Dia 10)           | Eliminada (Dia 10)              | Eliminada (Dia 10)          | Eliminada (Dia 10)           | Eliminada (Dia 10)         | Eliminada (Dia 10)          | Eliminada (Dia 10)                 | Eliminada (Dia 10)       | 0               |
|                       |                       |                                                                                   |                               |                              |                              |                             |                               |                                   |                              |                                 |                             |                              |                            |                             |                                    |                          |                 |
| Notas                 | Notas                 | [ nota 11 ]                                                                       | [ nota 12 ]                   | [ nota 13 ]                  | [ nota 13 ]                  | [ nota 14 ]                 | [ nota 15 ]                   | [ nota 16 ]                       | [ nota 17 ]                  | [ nota 18 ]                     | [ nota 19 ]                 | [ nota 20 ]                  | [ nota 21 ]                | [ nota 22 ]                 | [ nota 23 ]                        | [ nota 24 ]              |                 |
| Expulso               | Expulso               | (nenhum)                                                                          | Phellipe                      | (nenhum)                     | (nenhum)                     | (nenhum)                    | (nenhum)                      | (nenhum)                          | (nenhum)                     | (nenhum)                        | (nenhum)                    | (nenhum)                     | (nenhum)                   | (nenhum)                    | (nenhum)                           | (nenhum)                 |                 |
| Pré-Roça              | Pré-Roça              | Bifão Drika Guilherme                                                             | Aricia Lucas Sabrina          | Thayse Túlio Viny            | Thayse Túlio Viny            | Bifão Diego Tati            | Jorge Lucas Rodrigo           | Bifão Diego Netto                 | Andréa Sabrina Thayse        | Diego Guilherme Lucas           | Netto Rodrigo Viny          | Hari Lucas Thayse            | Hari Rodrigo Viny          | Hari Lucas Sabrina          | Diego Hari Lucas Rodrigo Sabrina   | (nenhum)                 |                 |
| Salvo                 | Salvo                 | Bifão                                                                             | Lucas                         | Viny                         | Viny                         | Bifão                       | Lucas                         | Netto                             | Sabrina                      | Diego                           | Rodrigo                     | Lucas                        | Rodrigo                    | Sabrina                     | Diego                              | (nenhum)                 |                 |
| Roça                  | Roça                  | Drika Guilherme                                                                   | Aricia Sabrina                | Thayse Túlio                 | Thayse Túlio                 | Diego Tati                  | Jorge Rodrigo                 | Bifão Diego                       | Andréa Thayse                | Guilherme Lucas                 | Netto Viny                  | Hari Thayse                  | Hari Viny                  | Hari Lucas                  | Hari Lucas Rodrigo Sabrina         | Diego Hari Lucas         |                 |
| Eliminado             | Eliminado             | Drika 46,16% para continuar                                                       | Aricia 43,28% para continuar  | Túlio 41,46% para continuar  | Túlio 41,46% para continuar  | Tati 48,68% para continuar  | Jorge 43,46% para continuar   | Bifão 40,95% para continuar       | Andréa 37,17% para continuar | Guilherme 21,35% para continuar | Netto 28,35% para continuar | Thayse 43,10% para continuar | Viny 25,04% para continuar | Roça anulada Sem eliminação | Rodrigo 1,53% para continuar       | Diego 12,20% para vencer |                 |
| Eliminado             | Eliminado             | Drika 46,16% para continuar                                                       | Aricia 43,28% para continuar  | Túlio 41,46% para continuar  | Túlio 41,46% para continuar  | Tati 48,68% para continuar  | Jorge 43,46% para continuar   | Bifão 40,95% para continuar       | Andréa 37,17% para continuar | Guilherme 21,35% para continuar | Netto 28,35% para continuar | Thayse 43,10% para continuar | Viny 25,04% para continuar | Roça anulada Sem eliminação | Sabrina 5,98% para continuar       | Hari 28,63% para vencer  |                 |
| Eliminado             | Eliminado             | Drika 46,16% para continuar                                                       | Aricia 43,28% para continuar  | Túlio 41,46% para continuar  | Túlio 41,46% para continuar  | Tati 48,68% para continuar  | Jorge 43,46% para continuar   | Bifão 40,95% para continuar       | Andréa 37,17% para continuar | Guilherme 21,35% para continuar | Netto 28,35% para continuar | Thayse 43,10% para continuar | Viny 25,04% para continuar | Roça anulada Sem eliminação | Sabrina 5,98% para continuar       | Lucas 59,17% para vencer |                 |
| Outras %              | Outras %              | Guilherme 53,84% para continuar                                                   | Sabrina 56,72% para continuar | Thayse 58,54% para continuar | Thayse 58,54% para continuar | Diego 51,32% para continuar | Rodrigo 56,54% para continuar | Diego 59,05% para continuar       | Thayse 62,83% para continuar | Lucas 78,65% para continuar     | Viny 71,65% para continuar  | Hari 56,90% para continuar   | Hari 74,96% para continuar | Roça anulada Sem eliminação | Hari Não divulgado para continuar  |                          |                 |
| Outras %              | Outras %              | Guilherme 53,84% para continuar                                                   | Sabrina 56,72% para continuar | Thayse 58,54% para continuar | Thayse 58,54% para continuar | Diego 51,32% para continuar | Rodrigo 56,54% para continuar | Diego 59,05% para continuar       | Thayse 62,83% para continuar | Lucas 78,65% para continuar     | Viny 71,65% para continuar  | Hari 56,90% para continuar   | Hari 74,96% para continuar | Roça anulada Sem eliminação | Lucas Não divulgado para continuar |                          |                 |

#### Legendas
|  | Equipe Lua |  | Equipe Sol |  | Imune |  | Vetado(a) |

## Apresentações musicais
| Data                  | Artista    | Evento               | Ref.   |
| --------------------- | ---------- | -------------------- | ------ |
| 8 de novembro de 2019 | Salgadinho | Festa Pagode Anos 90 | [ 37 ] |

## Classificação geral
| Pos. | Participante       | Meio de indicação         | % para continuar | Eliminado em |
| ---- | ------------------ | ------------------------- | ---------------- | ------------ |
| 1    | Lucas Viana        | Finalista                 | 59,17%           | —            |
| 2    | Hari Almeida       | Finalista                 | 28,63%           | —            |
| 3    | Diego Grossi       | Finalista                 | 12,20%           | —            |
| 4–5  | Rodrigo Phavanello | Prova do Finalista        | 1,53%            | Semana 12    |
| 4–5  | Sabrina Paiva      | Prova do Finalista        | 5,98%            | Semana 12    |
| 6    | Viny Vieira        | Peões (2 votos)           | 25,04%           | Semana 11    |
| 7    | Thayse Teixeira    | Poder do Lampião (Viny)   | 43,10%           | Semana 10    |
| 8    | Netto              | Poder do Lampião (Thayse) | 28,35%           | Semana 9     |
| 9    | Guilherme Leão     | Fazendeira (Sabrina)      | 21,35%           | Semana 8     |
| 10   | Andréa Nóbrega     | Peões (7 votos)           | 37,17%           | Semana 7     |
| 11   | Bifão              | Fazendeiro (Lucas)        | 40,95%           | Semana 6     |
| 12   | Jorge Sousa        | Poder do Lampião (Jorge)  | 43,46%           | Semana 5     |
| 13   | Tati Dias          | Fazendeiro (Viny)         | 48,68%           | Semana 4     |
| 14   | Túlio Maravilha    | Peões (5 votos)           | 41,46%           | Semana 3     |
| 15   | Aricia Silva       | Peões (7 votos)           | 43,28%           | Semana 2     |
| 16   | Phellipe Haagensen | Expulso                   | Expulso          | Semana 2     |
| 17   | Drika Marinho      | Baia (Guilherme)          | 46,16%           | Semana 1     |

## Audiência
Os dados são providos pelo IBOPE e se referem ao público da Grande São Paulo.
| Data de transmissão | SEG.            | TER.            | QUA.            | QUI.            | SEX.            | SÁB.            | DOM.            | Média semanal |
| ------------------- | --------------- | --------------- | --------------- | --------------- | --------------- | --------------- | --------------- | ------------- |
| 17/09 a 22/09/2019  | —               | 9,7             | 9,7             | 8,6             | 8,3             | 6,0             | 6,9             | 8,2           |
| 23/09 a 29/09/2019  | 8,3             | 8,6             | 9,0             | 7,7             | 7,9             | 7,5             | 9,2             | 8,3           |
| 30/09 a 06/10/2019  | 8,8             | 8,7             | 8,3             | 8,2             | 9,2             | 6,3             | 6,4             | 7,9           |
| 07/10 a 13/10/2019  | 7,0             | 9,0             | 8,5             | 8,3             | 7,9             | 6,1             | 7,6             | 7,7           |
| 14/10 a 20/10/2019  | 9,7             | 10,1            | 9,2             | 9,0             | 8,5             | 7,2             | 7,4             | 8,7           |
| 21/10 a 27/10/2019  | 8,3             | 8,9             | 9,0             | 9,4             | 9,4             | 6,4             | 7,5             | 8,4           |
| 28/10 a 03/11/2019  | 9,0             | 10,0            | 10,1            | 9,0             | 8,3             | 5,7             | 7,3             | 8,4           |
| 04/11 a 10/11/2019  | 9,0             | 9,0             | 9,2             | 9,0             | 8,6             | 6,3             | 7,4             | 8,3           |
| 11/11 a 17/11/2019  | 9,0             | 9,0             | 7,3             | 8,4             | 7,4             | 6,5             | 6,3             | 7,7           |
| 18/11 a 24/11/2019  | 8,7             | 8,2             | 7,1             | 9,5             | 8,4             | 5,1             | 8,2             | 7,8           |
| 25/11 a 01/12/2019  | 8,2             | 8,9             | 8,9             | 9,6             | 8,5             | 7,3             | 8,1             | 8,5           |
| 02/12 a 08/12/2019  | 8,4             | 8,4             | 9,9             | 8,8             | 8,6             | 7,1             | 6,9             | 8,3           |
| 09/12 a 12/12/2019  | 9,0             | 8,6             | 8,4             | 9,0             | —               | —               | —               | 8,7           |
| 17/09 a 12/12/2019  | Média da edição | Média da edição | Média da edição | Média da edição | Média da edição | Média da edição | Média da edição | 8,2           |

- Em 2019, cada ponto representa 73,0 mil domicílios ou 200,7 mil pessoas na Grande São Paulo.[137]